# Lakat
Lakat is een bestuurslaag in het regentschap Timor Tengah Selatan van de provincie Oost-Nusa Tenggara, Indonesië. Lakat telt 2056 inwoners (volkstelling 2010).